# 肖庆平
肖庆平（1956年3月—），男性，汉族，甘肃省文县人，1983年加入中国共产党。中华人民共和国政治人物。

## 生平
肖庆平从兰州大学毕业后回到家乡陇南地区任职，历任中共武都县委副书记、县人民政府县长:658，中共武都县委书记:581。1996年升任中共陇南地委委员，并于翌年兼任地委秘书长:1304-1305，1999年，转任地区行署副专员，陇南撤地建市后出任中共陇南市委常委:1314-1315、市人民政府副市长:1432-1435。
2006年，肖庆平离开陇南市，出任中共武威市委副书记、市人民政府市长。2008年7月，接替张绪胜出任中共武威市委书记，期间也兼任该市人大常委会主任。
2010年1月，肖庆平转任中共白银市委书记、市人大常委会主任。
2011年11月，肖庆平来到甘肃省会兰州，出任省商务厅厅长。2013年4月，转任同省民政厅厅长。2016年，肖退居二线，先后转任第十二届甘肃省人民代表大会环境资源保护委员会副主任委员、甘肃省人民代表大会常务委员会环境资源保护工作委员会主任、省人大财经委员会主任委员职务。2018年省人大换届后，担任甘肃省人大常委会监察和司法工作委员会副主任，直到2019年退休。